# Panzer IV
El Panzer IV fue un tanque medio desarrollado en la Alemania nazi a finales de los años 1930, ampliamente utilizado durante la Segunda Guerra Mundial. El nombre es una abreviación del nombre en alemán Panzerkampfwagen IV (vehículo de combate blindado modelo IV), abreviado como PzKpfw IV. La designación del inventario de vehículos militares alemanes para este tanque era Sd.Kfz. 161.
Diseñado como tanque de apoyo a la infantería, el Panzer IV inicialmente no estaba destinado a combatir contra tanques enemigos, tarea encomendada al más ligero Panzer III. Sin embargo, para enfrentarse al T-34 soviético, el Panzer III quedaba obsoleto y el Panzer IV pasó a asumir el papel de la lucha contra tanques en sustitución de su predecesor, que a partir de entonces fue dedicado al apoyo de la infantería o transformado en otros vehículos. El Panzer IV fue el tanque alemán producido en mayor número y más ampliamente utilizado en la Segunda Guerra Mundial, y fue usado como base para la producción de muchos otros vehículos blindados de combate, entre los que se incluyen el cazacarros Jagdpanzer IV, el cañón de asalto Sturmgeschütz IV, el cañón antiaéreo autopropulsado Flakpanzer IV "Wirbelwind", y el cañón autopropulsado Sturmpanzer IV, entre otros.
Robusto y fiable, el Panzer IV prestó servicio en todos los escenarios de combate en los que participó el Ejército alemán durante la Segunda Guerra Mundial, y tiene la distinción de ser el único tanque alemán que fue producido a lo largo de toda la guerra, sumando aproximadamente 8800 unidades fabricadas entre 1936 y 1945. Las mejoras y modificaciones del diseño, a menudo realizadas en respuesta a la aparición de nuevos tanques aliados, alargaron su vida útil. Generalmente esas mejoras consistían en incrementar la protección del blindaje o mejorar su armamento; aunque durante los últimos meses de la guerra, con la necesidad urgente de reemplazar rápido las pérdidas, los cambios en el diseño también incluían medidas retrógradas para simplificar y agilizar la fabricación.
El Panzer IV también fue el tanque alemán más ampliamente exportado de la época, con aproximadamente 300 ejemplares vendidos a países socios como Finlandia, Rumanía, España y Bulgaria. Después de la guerra, los franceses y españoles vendieron decenas de tanques Panzer IV a Siria, donde entraron en combate en la guerra de los Seis Días de 1967 contra Israel.

## Desarrollo
El 11 de enero de 1934, siguiendo las especificaciones de Heinz Guderian, el Departamento de Armas del Ejército elaboró los planes para fabricar un tanque medio con un tonelaje máximo de 24 t y una velocidad máxima de 35 km/h. Krupp, Rheinmetall y MAN construyeron prototipos que fueron probados en 1935. Como resultado de las pruebas se seleccionó el diseño de Krupp para ser producido en masa. El primer Panzer IV Ausf. A salió de la línea de montaje en octubre de 1937, y en los siguientes seis meses se construyeron un total de 35.
Su función sería la de dar apoyo a la infantería, y destruir cañones antitanque y puestos fortificados, para lo que sería armado con un cañón de gran calibre y baja velocidad que disparase proyectiles de alto poder explosivo y antiblindaje. Con este fin, fue equipado con un cañón KwK 37 L/24 de 75 mm, que era efectivo contra blancos no blindados pero tenía escasa capacidad de penetración. Su escasa longitud (1,8 m) lo hacía poco preciso y proporcionaba una baja velocidad al proyectil. La velocidad de salida del proyectil Panzergranate 39 era de 430 m/s, y tenía una capacidad de penetración de 40 mm de acero inclinado a 30° a una distancia de 700 m. En comparación, el cañón KwK 40 L/48 —con el que sería equipado en el futuro— era el doble de largo (3,6 m) y la velocidad de salida del proyectil era de 790 m/s. En principio, ese detalle no tenía demasiada relevancia, porque en circunstancias normales no se esperaba de él que desempeñara funciones antitanque, papel reservado al Panzer III.
En junio de 1941 los alemanes se enfrentaron por primera vez a los tanques soviéticos y encontraron dos duros oponentes que resultaron extremadamente difíciles de batir: el KV-1, con un blindaje de 100 mm (o mayor) y el T-34, cuyo glacis inclinado hacía mucho más efectivo su blindaje de 45 mm. La Panzerkommission que se envió a examinar este problema (y que puso las bases de las especificaciones del futuro Panther) recomendó una nueva suspensión, el incremento del blindaje y un cañón más potente para los Panzer III y Panzer IV. Los problemas de interrupción de suministro de nuevas unidades al frente que esos cambios conllevarían hicieron que, en un principio, se limitaran a mejorar los cañones.

Militares británicos inspeccionan un Panzer IV Ausf. H destruido.

En noviembre de 1941 se encargó a Krupp que fabricara un cañón de tanque con las mismas prestaciones que el cañón antitanque PaK 40 L/46 de Rheinmetall (capaz de penetrar 80 mm a 1000 m con un proyectil antitanque estándar Panzergranate 39 APCBC de 6,8 kg) y que entrara en producción en marzo de 1942. Para que dicho cañón pudiera ser instalado en la torreta del Panzer IV, se requería un menor retroceso y proyectiles más cortos que los del PaK 40, se construyó una recámara más amplia pero más corta y se fabricaron proyectiles más anchos. Para reducir el retroceso se le añadió un freno de boca. Ese proceso dio lugar al KwK 40 L/43, de una longitud similar a la del PaK 40 (2,47 m), cuyos primeros ejemplares (dieciocho) estuvieron terminados a finales de marzo de 1942.
El Panzer IV con el nuevo cañón se necesitaba lo antes posible, de modo que en lugar de esperar al inicio de la producción del nuevo tipo G en otoño de 1942, se ordenó que se empezara inmediatamente dentro del contrato del modelo F. Esto provocó un cambio en el sistema de nomenclatura y la nueva versión con el cañón largo KwK 40 L/43 de 75 mm se llamó Panzer IV Ausf. F2 (SdKfz. 161/1) y la anterior, con el cañón corto KwK 37 L/24, Panzer IV Ausf. F1. Más adelante el modelo F2 sería renombrado como modelo (Ausf.) G.
A partir de marzo de 1943 se instaló en los nuevos modelos una nueva versión del KwK 40 (KwK 40 L/48) con caña de 48 calibres.
Para mejorar las prestaciones en combate era práctica común añadir blindaje adicional y versiones mejoradas del armamento principal o cañones de mayor calibre a modelos antiguos de tanques. En 1943, por ejemplo, los Panzer IV supervivientes fueron dotados de blindaje extra y se les sustituyó el cañón de 75 mm con caña corta por el KwK 40 L/48.
Estas mejoras permitieron al Panzer IV poder enfrentarse contra los tanques Aliados como el M4 Sherman y el T-34. Los intentos de seguir el mismo proceso de incrementar la capacidad de combate antitanque del Panzer III fracasaron debido a que el anillo de su torreta no era capaz de soportar el retroceso de los cañones de alta velocidad que se necesitaban para combatir a los tanques aliados más modernos. Fue por ello que se produjo un intercambio de papeles: el Panzer IV asumió la función antitanque, y el Panzer III —equipado con un cañón corto de 75 mm L/24— ejercería las labores de apoyo a la infantería y escolta de tanques. La producción continuó y fue intensificada incluso después de que el tanque medio —mejor blindado y armado— Panther entrara en servicio, debido a su coste más bajo y a su mayor fiabilidad mecánica.

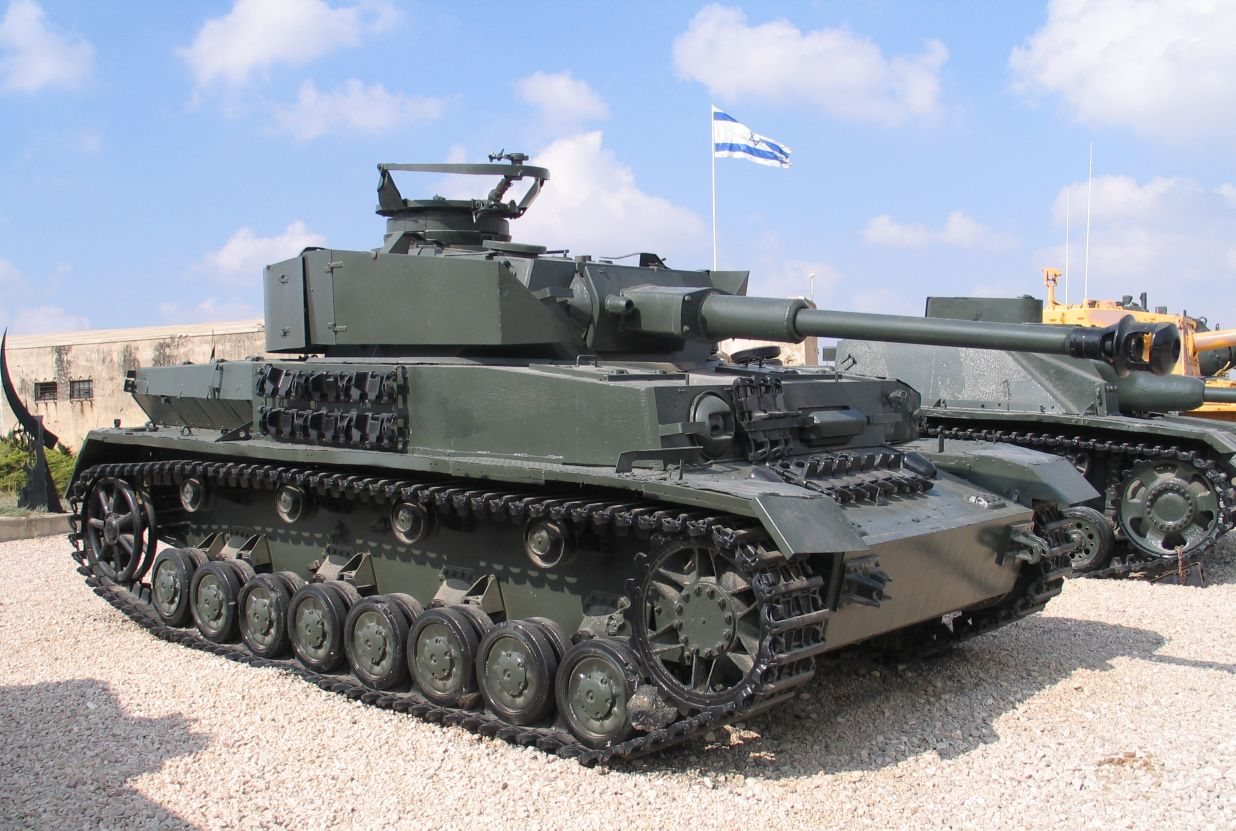
El Panzer IV Ausf. J del Museo Yad la-Shiryon, capturado en la guerra de los Seis Días.

Los aliados de Alemania recibieron pequeñas cantidades del Panzer IV. En septiembre de 1942 Hungría recibió 10 y Rumanía, 11. En mayo de 1943 Italia recibió 12 y Turquía, 15. España compró 20 en mayo de 1943. Entre febrero de 1943 y agosto de 1944 Bulgaria recibió 91 vehículos y Rumanía, 127. Croacia recibió 10 Panzer IV Ausf. F y 5 Panzer IV Ausf. G. En los últimos meses de 1944 otros 52 fueron enviados a Hungría. Finlandia compró 15 Panzer Ausf. J, que llegaron demasiado tarde para ser utilizados en combate y sirvieron como vehículos de entrenamiento hasta 1962.
Entre los años 1950 y 1960, Siria compró varias docenas de Panzer IV a la Unión Soviética, Francia, Checoslovaquia y España, y los usaron contra Jordania en la guerra del Agua en 1965 y en 1967 como posiciones fijas en los Altos del Golán en la guerra de los Seis Días contra Israel.

## Producción

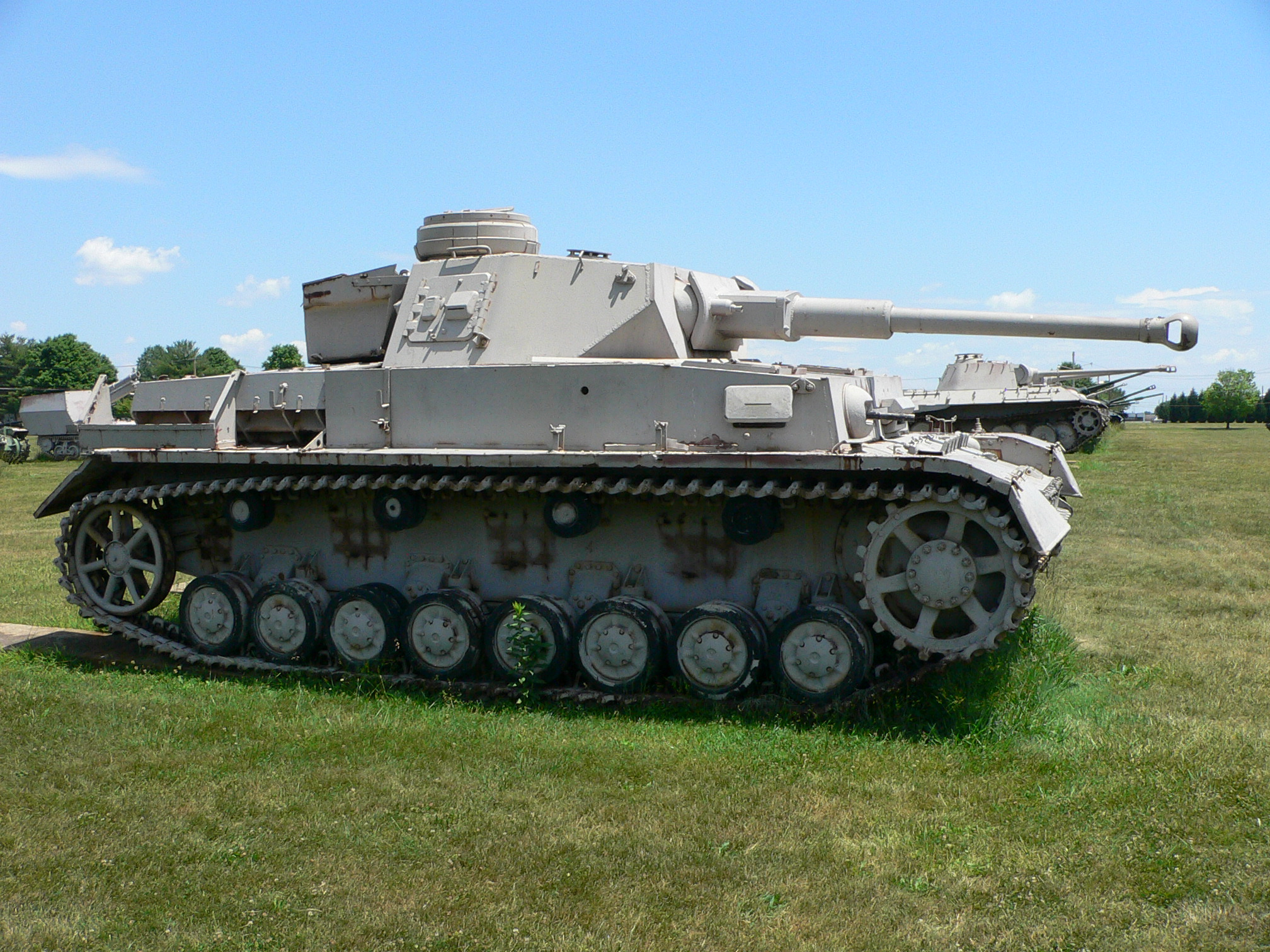
El Panzer IV del Museo de armamento del Ejército de los Estados Unidos.

Eran ensamblados por las firmas Krupp (en Magdeburgo), Vogtländische Maschinenfabrik AG (VOMAG) (Plauen) y Nibelungenwerk (Sankt Valentin). Las torretas y los cascos los fabricaban Krupp (Essen), Eisenwerke Oberdonau (Linz) y Boehlerit (Kapfenberg). Los motores los producía Maybach en Friedrichshafen, pero eran montados también por Maschinenfabrik Augsburg-Nürnberg (MAN), MBA y Nordbau. Las transmisiones se hacían en tres factorías de la firma ZF. Krupp construía la mayor parte del cañón y otras diez firmas colaboraban de forma menos importante.
En 1941 salían de fábrica 39 unidades al mes, 83 en 1942. Hasta 1943 no se racionalizó y optimizó la producción. Durante ese año la media era de 252 por mes. Hacia mediados de 1944 se alcanzaron picos de 300 unidades. Krupp dejó de fabricarlos en diciembre de 1943 y Vogtländische Maschinenfabrik (VOMAG) en Plauen a principios de 1944, dejando la fabricación en exclusiva a Nibelungenwerk en St. Valentin, Austria. La producción no se vio seriamente afectada hasta finales de 1944; Nibelungenwerk fue bombardeada y gravemente dañada en octubre de 1944 y empezó a fallar el suministro de acero. En enero de 1945 la producción descendió a 170 unidades y entre marzo y abril de 1945 el total fue aproximadamente de 100.

## Diseño

### Blindaje

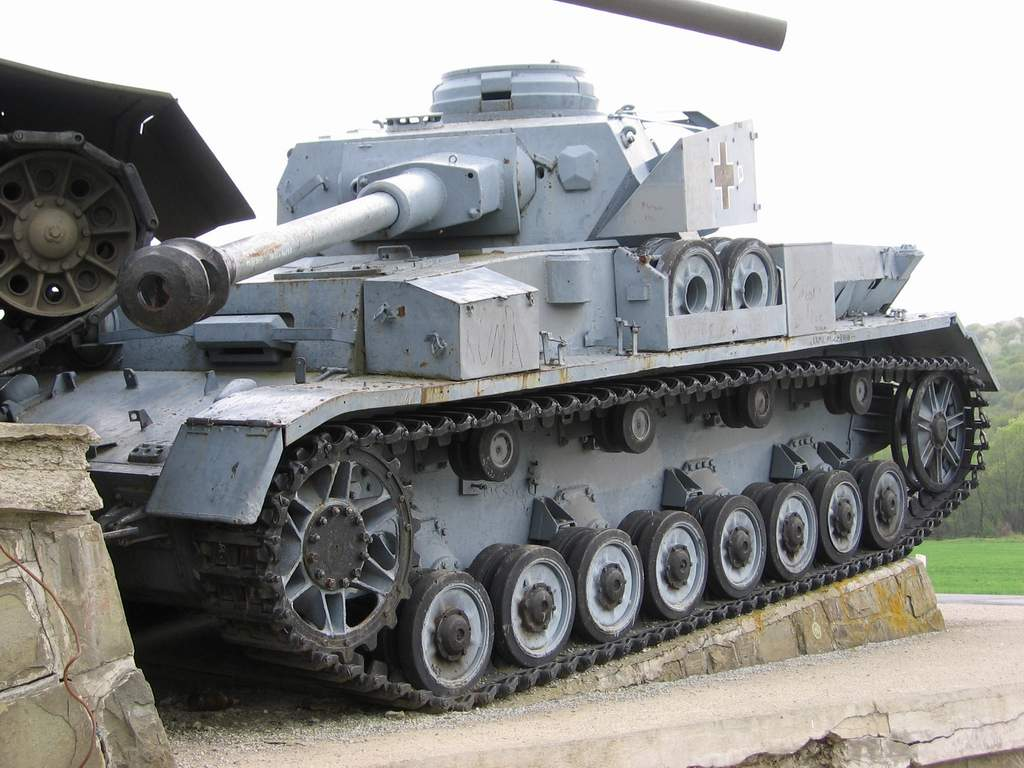
El Panzer IV Ausf. J del monumento a la batalla del paso de Dukla.

La disposición clásica de las planchas, con muy poca o ninguna inclinación, supuso una desventaja con respecto a otros tanques contemporáneos con espesores de blindajes menores pero superficies muy inclinadas. El Panzer IV habría requerido un rediseño radical para hacer uso de esa ventaja cualitativa, por lo que los alemanes, en el intento de mejorar su capacidad de supervivencia en el campo de batalla, se limitaron a incrementar el blindaje sin hacer grandes cambios en el diseño básico.
El Panzer IV A tenía 30 mm de blindaje de acero homogéneo laminado ligeramente inclinado (10º-25°) en el frente de la torreta y el casco, 15 mm en los costados y 10 mm en la parte superior de la torreta y en la panza. Como su papel iba a ser de apoyo a la infantería se consideró suficiente, pero en la práctica se enfrentarían en numerosas ocasiones a tanques y cañones antitanque enemigos sin apoyo de los Panzer III. En consecuencia se incrementó el blindaje frontal del casco del modelo B de 30 mm a 50 mm en el modelo E y a 50+30 en el G. El blindaje lateral y trasero también fue gradualmente incrementado. A partir de junio de 1943 todos los Panzer IV nuevos (modelos H y posteriores) tenían un blindaje de 80 mm frontal en el glacis (en lugar de 50 más una plancha añadida de 30 mm). Los Panzer IV de 1943 y siguientes llevaban a menudo faldones (Schürzen) en los laterales del casco como protección contra los fusiles antitanque soviéticos y los proyectiles de carga hueca (HEAT). Desde finales de 1943 hasta setiembre de 1944 se les aplicaba pasta antimagnética (Zimmerit en alemán) contra las minas magnéticas utilizadas por la infantería.
Un gran problema en cuanto a su protección estaba en el diseño. Era un diseño de preguerra con muy poca inclinación en todas sus partes y difícilmente se podía cambiar sin sobrecargar el tanque o sin hacerlo desde 0. El blindaje de 80 mm a 10º le confería un blindaje total de 81 mm a 0º, mientras que un Panther con 80 mm a 55º tenía una equivalencia de 139 mm a 0º. El Tiger I sufriría de estos mismos problemas y en vez de añadírseles más protección, se creó una nueva versión, el Tiger II, pero en el caso del Panzer IV no era factible, pues ya habían tanques como el Panther que hacían sus mismas funciones, pero a un precio mayor. Por lo cual el blindaje añadido del Panzer IV resultaría demasiado pesado en combate contra otros tanques más ligeros como el Sherman o el T34.
El principal problema de añadir blindaje fue que la movilidad decreció. Si se tiene en cuenta que los primeros Panzer, esos mismos que obtuvieron grandes victorias en Francia y Polonia, eran veloces y poco blindados, frente a los que finalmente terminaron combatiendo en su lugar (los Tiger, Panther...), es previsible pensar la forma retrógrada en que evolucionó la estrategia alemana intentando crear tanques fuertemente blindados y con poca movilidad, lo cual fue todo lo contrario que en sus comienzos. Por lo cual el blindaje del Panzer IV era blanco fácil para otros tanques por ejemplo el T-34 ruso que era más rápido que los tanques alemanes y de más fácil fabricación. Los rusos podían remplazar fácilmente las unidades perdidas mientras que los alemanes no. Los alemanes aprendieron de los errores del pasado y construyeron el Panther para combatir al T-34 ruso.

### Armamento
Dado que los Panzer IV ocupaban un papel de apoyo a la infantería en sus inicios, los primeros modelos utilizaban un cañón corto de baja velocidad KwK 37 L/24 de 75 mm, disparando proyectiles de alto poder explosivo (HE) dedicados al combate contra posiciones poco protegidas como cañones antitanque y barricadas improvisadas. Tras el encuentro de los alemanes con el T-34, los Panzer IV F2 y G fueron armados con un cañón antitanque largo KwK 40 L/43 de 75 mm. Los últimos del modelo IV G y siguientes usaron un cañón antitanque KwK 40 L/48 de 75 mm que era ligeramente más potente que el L/43. Estos cambios supusieron un rediseño de la torreta del Panzer IV para que pudiera albergar dicho cañón.
En los primeros enfrentamientos con los tanques de infantería británicos y franceses se había constatado la necesidad de unos cañones más potentes, ya que los Matilda II y Char B1 bis tenían un blindaje frontal impenetrable para los cañones de los tanques alemanes contemporáneos, y en el ataque contra la Unión Soviética se confirmó la necesidad con la llegada del T-34 y el KV-1.
Todos los Panzer IV llevaban una ametralladora coaxial MG 34 de 7,92 mm montada en la torreta y, exceptuando los modelos IV B y IV C, tenían una segunda ametralladora de 7,92 mm en el casco.

### Movilidad

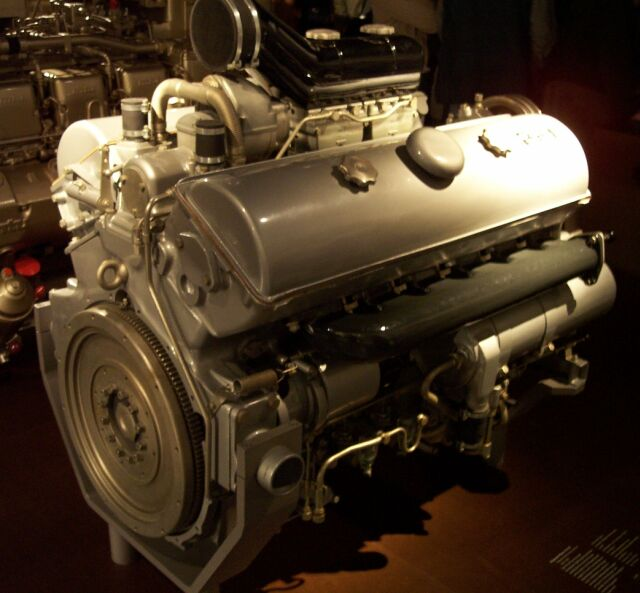
Motor Maybach HL 120.

El Panzer IV A utilizaba un motor de gasolina Maybach HL 108 TR de 12 cilindros y 247 CV, que le daba una velocidad máxima de 30 km/h y una autonomía de 150 km. Los modelos posteriores llevaban el fiable motor de gasolina Maybach HL 120 TRM de 296 CV. En climas tropicales, los motores tendían a sobrecalentarse y se realizó una modificación llamada HL-120 TRM-T (tropische) que empleaba 10 CV del motor para proporcionar refrigeración adicional. La energía generada se distribuía mediante una transmisión de seis velocidades (Zahnradfabrik Friedrichshafen SSG 76) a las ruedas tractoras delanteras. Tenía ocho ruedas de rodadura dobles de pequeño diámetro, agrupadas en pares de a dos y que compartían una ballesta. Esta suspensión estaba diseñada para los primeros modelos, por lo que en las últimas versiones el vehículo estaba muy sobrecargado por el exceso de peso aportado por el mayor cañón y el blindaje extra.
Las orugas tenían una anchura de 380 mm en las primeras versiones, con una presión sobre el suelo de 0,89 kg/cm². Dicha anchura se incrementó a 400 mm y se podían añadir "Ostketten" para evitar que las orugas se hundieran en el fango o la nieve. Pese a ello resultaban excesivamente estrechas para lidiar con el peso, cada vez mayor, por lo que el vehículo tenía tendencia a hundirse en terreno difícil.
La velocidad máxima variaba según los modelos, y dependía de la transmisión, el peso y el cañón. Los primeros modelos podían alcanzar hasta 30 km/h sobre carretera, mientras que los últimos alcanzaban los 40 km/h. Sin embargo, debemos considerar que la velocidad máxima no se solía usar, pues ello conllevaba roturas en el motor, por lo que se limitaban las revoluciones para evitar estos problemas (como en todos los tanques de la época).
Su autonomía era de 210 km sobre carretera y 130 km a campo través. El Panzer IV Ausf. J, con un depósito adicional de combustible de 680 l, veía incrementada su autonomía en 100 km tanto en carretera como fuera de ella. Tenía una capacidad de vadeo de 2,3 m y era capaz de subir pendientes con una inclinación de hasta 30º.

## Variantes
El término alemán Ausf es una abreviatura de Ausführung, que significa versión.
- Ausf. A (1937-1938): 35 construidos.
- Ausf. B (1938): 42 construidos. Se incrementa el blindaje frontal de 14,5 mm a 30 mm. Motor más grande.
- Ausf. C (1938-1939): 138 construidos. Mejoras menores.
- Ausf. D (1939-1940): 229 construidos. Se incrementa el blindaje lateral de 14,5 mm a 20 mm. Primer modelo diseñado para el combate.
- Ausf. E (1940-1941): 223 construidos. Se incrementa el blindaje frontal y lateral: se le añade una plancha de 30 mm remachada al frente (total 60 mm) y otra de 20 mm al lateral (40 mm). A partir de esta versión se incluía un espacio de almacenamiento en la parte trasera de la torreta usada para guardar las pertenencias de la tripulación, generalmente las raciones de comida.
- Ausf. F1 (1941-1942): 462 construidos. Se optimiza y simplifica la producción. Las orugas de 38 cm son reemplazadas por el modelo de 40 cm. El blindaje frontal de la torreta aumenta de 35 mm a 50 mm. El lateral y trasero de la torreta pasa de 20 mm a 30 mm. El blindaje lateral del chasis se incrementa hasta los 30 mm. La escotilla lateral de la torreta se cambia por un modelo de dos escotillas que se abren lateralmente.
- Ausf. F2 (1942): 175 construidos. Armados con el nuevo cañón KwK 40 L/43 de 75 mm.
- Ausf. G (1942-1943): 1687 construidos. Algunos son equipados con faldones. Desde junio de 1942 algunos son dotados con 30 mm de blindaje adicional remachado en el glacis. A partir de diciembre de 1942, a unos 700 Panzer IV G de los últimos modelos se les añade 30 mm de blindaje soldado o remachado a la parte frontal de la torreta. Modificaciones para el combate invernal.
- Ausf. H (1943-1944): 3774 construidos. Equipados con el cañón KwK 40 L/48 de 75 mm. El blindaje del glacis (80 mm) se realiza ahora de una sola pieza. La antena de la radio se desplaza a la parte trasera del casco. Se mejora la tracción sobre hielo y nieve con el añadido de una pieza extra a las cadenas.
- Ausf. J (1944-1945): 1758 construidos. Se elimina el motor de la torreta para albergar en su lugar un depósito de combustible adicional. Las últimas versiones tienen un tubo de escape simplificado y usan tres rodillos de retorno en lugar de cuatro. Versiones posteriores sustituyen los faldones sólidos por otros de malla de alambre para ahorrar materiales estratégicos y reducir peso.
- Tauchpanzer (1940): 42 convertidos. Un Panzer IV Ausf. D adaptado para ser sumergible con vistas a participar en la –nunca realizada– Operación León Marino (invasión de Gran Bretaña). Todas las aberturas fueron selladas, la cúpula del comandante, el mantelete del cañón y las ametralladoras fueron cubiertas con goma de sellado. El aire se suministraba a través de un esnórquel de 18 m que llegaba hasta una boya. La profundidad máxima que podía alcanzar era de 15 m y la velocidad máxima segura de 5 km/h. Algunos fueron usados por el 18º Regimiento Panzer en el cruce del río Bug durante la Operación Barbarroja.
- Panzerbefehlswagen IV (PzBefWg. IV) (1944): Un Ausf. H convertido en vehículo de mando equipado con una segunda radio. Fueron convertidos 97 vehículos.
- Panzerbeobachtungwagen IV (PzBeogWg. IV) (1944-1945): Panzer IV, principalmente del modelo J, convertido en vehículo de observación avanzada de artillería que trabajaba habitualmente codo con codo con las baterías de artillería autopropulsada. Tenía un periscopio adicional en la parte izquierda de la cúpula del comandante y una radio adicional con un generador eléctrico. Fueron convertidos 96 vehículos.

## Variantes y diferenciación de nuevos elementos cambiados respecto de la versión anterior
|  |  |  |
|  |  |  |
|  |  |  |

### Diseños basados en el casco
- Möbelwagen: vehículo antiaéreo, montaba un cañón de 37 mm sobre una superestructura abierta.
- Wirbelwind: vehículo antiaéreo, montaba una batería cuádruple de 20 mm en una torreta abierta.
- Ostwind: vehículo antiaéreo, montaba un cañón antiaéreo de 37 mm en una torreta hexagonal abierta.
- Sturmpanzer Brummbär: vehículo blindado de apoyo a infantería armado con un cañón SiG-33 de 150 mm.
- Sturmgeschütz IV: cañón de asalto basado en el chasis del Panzer IV al que se le añadió la superestructura del StuG III.[7]
- Jagdpanzer IV: cazatanques armado con un cañón antitanque de 75 mm y caña de 48 calibres, que en modelos posteriores sería sustituido por uno con caña de 70 calibres.

#### Vehículos especiales
- Brückenlegepanzer IV / Brückenleger IV: posapuentes basado en los Panzer IV Ausf C y D. Se construyeron 20 unidades, pero el diseño fue cancelado en 1941.
- Infanterie Sturmsteg auf PzKpfw IV: puente de asalto sobre chasis del Panzer IV. Se fabricaron cuatro unidades.
- Munitionspanzerwagen IV: transporte de munición.
- Munitionsschlepper für Karlgerät: transporte para la munición del Mörser Karl, un mortero autopropulsado de 600 mm.
- Bergepanzer: vehículo de recuperación. Se construyeron 36 en 1944.
- Land-Wasser Schlepper / Panzerfähre: tractor anfibio.
- Geschützwagen III/IV: un casco alargado basado en componentes de los Panzer III y IV, que fue utilizado para el cazatanques Nashorn, el Hummel de 150 mm y el obús autopropulsado Leichte PzH18/40/2 auf Geschützwagen III/IV (Sf) de 105 mm.

#### Prototipos
- Kugelblitz: vehículo antiaéreo con torreta hemisférica, armado con una batería doble de 30 mm.
- 10,5 cm K18 auf Panzer Selbstfahrlafette IVa: cañón de asalto/cazatanques. Se construyeron dos prototipos para el Frente Oriental.
- 10,5 cm leFH18/1 (Sf) auf Geschützwagen IVb (SdKfz 165/1): Obús autopropulsado de 105 mm. Se construyeron ocho prototipos por Krupp en noviembre de 1942 y fueron enviados para pruebas al Frente Oriental.
- 10,5 cm leFH18/1 L/28 auf Waffenträger GW IVb (Heuschrecke): Obús autopropulsado de 105 mm. Tres prototipos en 1943.

## Operadores
- Alemania nazi

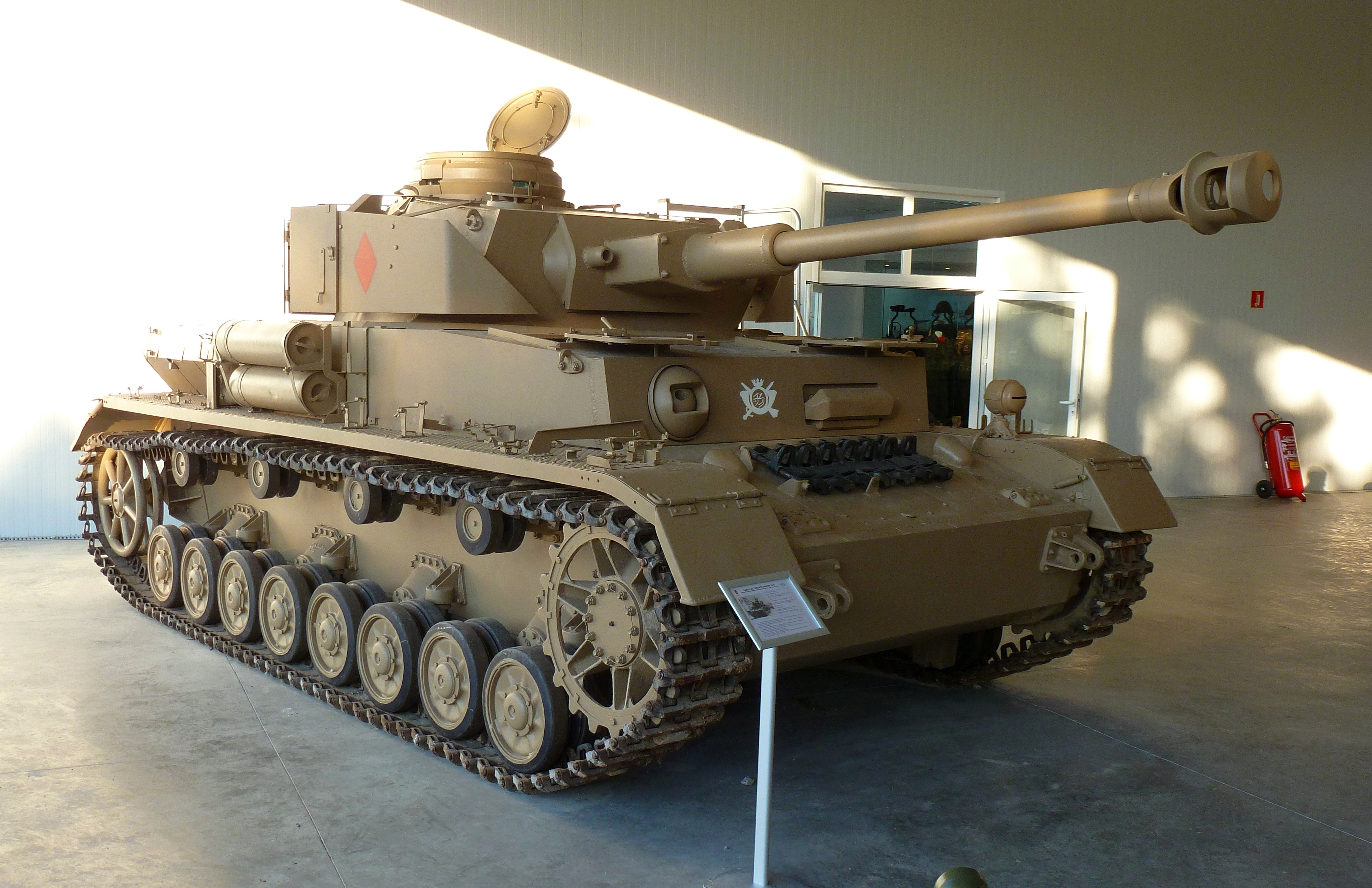
El Panzer IV Ausf. J de un museo español, pintado en el color con el que llegaron estos vehículos a España, el Dunkelgelb (amarillo oscuro), RAL 7028. Las insignias corresponden al Regimiento de Carros de Combate «Alcázar de Toledo» n.º 61

- España — 20 unidades compradas por el Programa Bär, que se mantuvieron en el ejército hasta 1965, cuando 17 de ellos fueron vendidos a Siria y los tres que quedaron en España se conservan en Burgos (Acuartelamiento "Diego Porcelos"), Madrid (Museo de Medios Acorazados de la Base de El Goloso) y Santovenia de Pisuerga, Valladolid (Base Militar "El Empecinado").
- Siria — 127 unidades: 60 reacondicionados por Francia, 50 comprados a Checoslovaquia y 17 a España. Sirvieron en la guerra de los Seis Días contra Israel, combatiendo en los Altos del Golán.

### Desarrollos relacionados
- Jagdpanzer IV
- Sturmgeschütz IV
- Flakpanzer IV Möbelwagen
- Flakpanzer IV Ostwind
- Flakpanzer IV Wirbelwind
- Sturmpanzer IV Brummbär
- Heuschrecke 10

### Secuencias de designación
- Panzer I · Panzer II · Panzer III · Panzer IV · Panzer V Panther · Panzer VI Tiger/Tiger B · Panzer VII Löwe · Panzer VIII Maus

## Cultura Popular
- En el anime Girls und Panzer un Panzer IV Ausf.H es el tanque usado por las protagonistas del anime.